# Craig Shakespeare
Craig Shakespeare (Birmingham, 26 oktober 1963 – 1 augustus 2024) was een Engels voetbaltrainer en profvoetballer.

## Spelerscarrière
Shakespeare sloot zich in september 1979 aan bij Walsall FC, waar hij in november 1981 profvoetballer werd. In het seizoen 1987/88 promoveerde hij met Walsall naar de Football League Second Division, de tweede hoogste voetbalklasse in Engeland, maar de club degradeerde meteen weer naar de Football League Third Division. Daarop verhuisde hij voor 300.000 Britse pond naar Sheffield Wednesday.
Shakespeare bleef amper een jaar bij Sheffield Wednesday en verkaste in 1990 naar West Bromwich Albion voor een bedrag van 275.000 Britse pond. In zijn eerste seizoen degradeerde Shakespeare met West Bromwich naar de Third Division, en dat voor de allereerste keer in de clubgeschiedenis. Hij werd de vaste strafschopnemer van de club en promoveerde in 1993 opnieuw naar het tweede niveau van het Engelse voetbal, maar Shakespeare koos voor een transfer naar Grimsby Town. Hij speelde nadien ook nog voor Scunthorpe United FC en sloot zijn carrière af in de lagere afdelingen.

## Trainerscarrière

### West Bromwich Albion
Shakespeare keerde in 1999 terug naar West Bromwich Albion. Hij bekleedde er in de loop der jaren diverse functies en stroomde in 2006 door tot trainer van het reservenelftal. Na het vertrek van Bryan Robson en diens interim-opvolger Nigel Pearson in oktober 2006 nam Shakespeare even het roer van het eerste elftal over in afwachting van de nieuwe trainer. West Brom won die wedstrijd in Crystal Palace met 0-2.

### Assistent van Pearson
Shakespeare verliet West Bromwich in 2008 om assistent-trainer te worden bij Leicester City. Hij werd er de assistent van Nigel Pearson, de man met wie hij in de technische staf van West Bromwich had gezeten en met wie hij nog had gespeeld bij Sheffield Wednesday. Shakespeare werd Pearson's vaste rechterhand: hij volgde hem eerst naar Hull City, en keerde een jaar later samen met hem terug naar Leicester City. Bij het ontslag van Pearson in 2015 koos Shakespeare er echter voor om ook onder Claudio Ranieri assistent-trainer van Leicester te blijven. Dat bleek een slimme zet, want in het seizoen 2015/16 werd Leicester landskampioen.

### Leicester City
Het seizoen na de landstitel verliep minder goed voor Leicester: na 25 speeldagen stond de landskampioen op een teleurstellende zeventiende plaats, waarop Ranieri werd ontslagen. Shakespeare nam op 23 februari 2017 over als interim-trainer. Hij debuteerde meteen met een 3-1-zege tegen Liverpool FC en leek het tij te gaan keren. Leicester kondigde daarop op 12 maart 2017 aan dat Shakespeare definitief zou aanblijven als hoofdtrainer. Shakespeare maakte een prima start: nadat hij de eerste trainer in de Premier League wiens team in zijn drie eerste wedstrijden telkens drie keer scoorde, werd hij ook de eerste Engelse trainer die zijn eerste vier wedstrijden in de Premier Leauge won. Het succes bleef echter niet duren, en op 17 oktober 2017 werd Shakespeare ontslagen na teleurstellende resultaten.

### Everton FC
In december 2017 werd Shakespeare bij Everton FC de assistent van Sam Allardyce, onder wie hij in 2016 ook kort assistent was geweest bij Engeland. Het avontuur van Allardyce werd echter geen groot succes, en op het einde van het seizoen werd hij ontslagen. Hierdoor kwam er ook een einde aan het avontuur van Shakespeare bij de club uit Liverpool.

### Watford FC
In december 2019 ging Shakespeare aan de slag bij Watford FC, waar hij opnieuw de rechterhand werd van Nigel Pearson. Op 29 februari 2020 boekten ze samen een opmerkelijke zege: The Hornets wonnen met 3-0 van Liverpool FC, dat op dat moment 44 competitiewedstrijden op rij ongeslagen was. Watford, dat bij het ontslag van Quique Sánchez Flores laatste stond in de Premier League, stond na die opmerkelijke zege voor het eerst sinds de openingsspeeldag nog eens boven de degradatiestreep.
In juli 2020 werden Pearson en Shakespeare op twee speeldagen van het einde van de competitie ontslagen, hoewel ze de club boven de degradatiestreep hadden getrokken. Hun ontslag had echter weinig effect op korte termijn, want onder interim-trainer Hayden Mullins pakte Watford op de laatste twee speeldagen 0 op 6 tegen Manchester City en Arsenal FC, waardoor Aston Villa hen inhaalde en Watford alsnog degradeerde.

### Aston Villa FC
In augustus 2020 werd Shakespeare assistent-coach bij Aston Villa FC, waar zijn ex-Walsall-ploegmaat Dean Smith op dat moment hoofdtrainer was. Met mede-assistent Richard O'Kelly kwam hij er nog een andere ex-Walsall-ploegmaat tegen.

## Privéleven
Shakespeare overleed op 1 augustus 2024 op 60-jarige leeftijd, nadat hij een jaar eerder met kanker werd gediagnosticeerd.